# Венедиктов, Вадим Николаевич
Вади́м Никола́евич Венеди́ктов (7 декабря 1937, Кировград, Кировградский район, Свердловская область, РСФСР, СССР — 5 мая 2020, Волгоград, Россия) — советский и российский дирижёр, педагог. Заслуженный деятель искусств РСФСР (1986).

## Биография
Вадим Венедиктов родился в городе Кировграде. Обучался игре на фортепиано в музыкальной школе, однако после её окончания поступил на моторный факультет Казанского авиационного института, преодолев конкурс из 10 кандидатов на место. Венедиктов рассматривал перспективу карьеры офицера-подводника, когда ему в конце первого курса через военкомат предложили поступить на учёбу в Ленинградское высшее военно-морское училище. Однако медицинская комиссия училища не приняла Венедиктова, обнаружив у него пониженное цветоощущение. Тем же летом поступил на механический факультет в Казанский химико-технологический институт, также преодолев большой вступительный конкурс. О своей учёбе в химико-технологическом институте Венедиктов говорил:

«Я успешно проучился два с половиной курса. Меня знал, кажется, весь институт. Я стал самым народным артистом всего вуза: и играл, и аккомпанировал певцам на всех вечерах всех факультетов и курсов… Меня на части рвали в самодеятельности. Я еще играл в эстрадном оркестре, руководил которым Георгий Яковлевич Ротт — тот самый, что был концертмейстером у Вертинского за рубежом. Он был аранжировщиком оркестра Олега Лундстрема и потрясающим пианистом Казанской филармонии. Именно его я считаю своим первым педагогом по инструментовке, по аранжировке.»
Тем не менее Венедиктов принял решение оставить на третьем курсе институт и в середине учебного года, когда время вступительных экзаменов уже давно прошло, поступил в Казанское музыкальное училище по специальности фортепиано, но продолжил учёбу и окончил училище по классу фагота в 1962 году. В 1966 году окончил оркестровый факультет Казанской государственной консерватории по классу фагота доцента Н. Г. Зуевича. После окончания консерватории поступил на работу в недавно созданный при участии Натана Рахлина симфонический оркестр ТАССР в качестве фаготиста, через год Рахлин принял Венедиктова в консерваторию на учёбу во вновь открывшийся класс оперно-симфонического дирижирования, который Венедиктов окончил в 1972 году.
В последующие годы Венедиктов руководил эстрадным квартетом Татарской государственной филармонии имени Г. Тукая, работал ассистентом главного дирижера симфонического оркестра ТАССР, дирижером симфонического оркестра Омской филармонии. В 1976—1989 был главным дирижером, в 1999—2000 художественным руководителем Музыкального театра Марийской АССР в городе Йошкар-Ола.
В 1989 году Венедиктов принял приглашение на должность главного дирижера Волгоградского театра музыкальной комедии, а затем основал и возглавил как художественный руководитель новый проект «Волгоградская оперная антреприза», в дальнейшем реорганизованный в новый государственный театр «Царицынская опера» на основе уже сложившейся к тому времени антрепризной труппы. С 2004 года занимал в театре «Царицынская опера» должность дирижера-постановщика.
Венедиктов погиб, выпав с балкона своей волгоградской квартиры на седьмом этаже.

## Деятельность
Венедиктов многократно работал как приглашённый дирижёр с симфоническими оркестрами Казани (с 1966), Волгограда (с 1988) — в том числе на гастролях в странах Европы, Воронежской филармонии (с 1995), Саратовской филармонии (с 1996), Самарской филармонии (с 2004), а также с оркестрами театров оперы и балета Самары (с 1985), Татарстана (с 1989) — в том числе на гастролях в Голландии (2003). Также сотрудничал за рубежом с симфоническим оркестром Белграда (1996), и при сотрудничестве с Фондом Ирины Архиповой — с Корейским Симфоническим оркестром (Южная Корея, 2004).
В пору руководства оркестром Музыкального театра Йошкар-Олы Венедиктов выступал активным пропагандистом творчества марийских композиторов, исполняя в концертах произведения Э. Сапаева, К. Смирнова, Я. Эшпая, Л. Сахарова. Ряд творческих вечеров и премьерных исполнений сочинений Андрея Эшпая осуществлён благодаря многолетней дружбе и творческому сотрудничеству композитора с Венедиктовым.
В рамках проекта «Волгоградская оперная антреприза» Венедиктов выступил дирижером-постановщиком оперных спектаклей «Севильский цирюльник» Дж. Россини, «Тоска» и «Мадам Баттерфляй» Дж. Пуччини, «Евгений Онегин» и «Иоланта» П. И. Чайковского, «Паяцы» Р. Леонкавалло, «Кармен» Ж. Бизе, «Сельская честь» П. Масканьи, и «Человеческий голос» Ф. Пуленка.
С 2000 года осуществлял музыкальные постановки спектаклей Волгоградского муниципального музыкального театра. Среди постановок, осуществлённых Венедиктовым для этого театра, обозревателями были особо отмечены оперы «Травиата» Дж. Верди и «Амок» Б. Синкина, оперетты «Мистер Икс» и «Фиалка Монмартра» И. Кальмана, мюзиклы «Биндюжник и Король» А. Журбина, «Американская любовь» В. Колло. Вклад Венедиктова как дирижёра-постановщика столь масштабных проектов сделал возможным в 1995 году получение Волгоградским театром музыкальной комедии официального статуса Музыкального театра с разножанровым репертуаром. С коллективом Волгоградского музыкального театра Вадим Венедиктов гастролировал в Курске, Орле, Севастополе, Сочи, Туле.
В архивах Центрального телевидения хранятся записи многих концертных и симфонических программ Венедиктова.
Профессор Венедиктов работал также в Волгоградском институте искусств и внёс значительный вклад в создание там в 2000 году симфонического оркестра студентов кафедры музыкально-инструментального искусства и долгое время руководил и дирижировал этим коллективом.
Именем Венедиктова в 2019 году назван камерный зал театра «Царицынская опера».

## Награды и звания
- Заслуженный деятель искусств РСФСР (1986)
- Лауреат Государственной премии Марийской АССР (1979)[3][25]
- Заслуженный деятель искусств Марийской АССР (1980)[3][25]
- Государственная премия Волгоградской области
- Орден Почёта[26]

## Семья
Сын — Алексей Венедиктов, заслуженный артист России, концертмейстер группы ударных Волгоградского академического симфонического оркестра, преподаватель ДМШ № 8 Волгограда.